# Diócesis de Ostrava-Opava
La diócesis de Ostrava-Opava (en latín: Dioecesis Ostravien(sis)-Opavien(sis) y en checo: Diecéze ostravsko-opavská) es una circunscripción eclesiástica latina de la Iglesia católica en la República Checa, sufragánea de la arquidiócesis de Olomouc. La diócesis es sede vacante desde el 17 de febrero de 2022.

## Territorio y organización

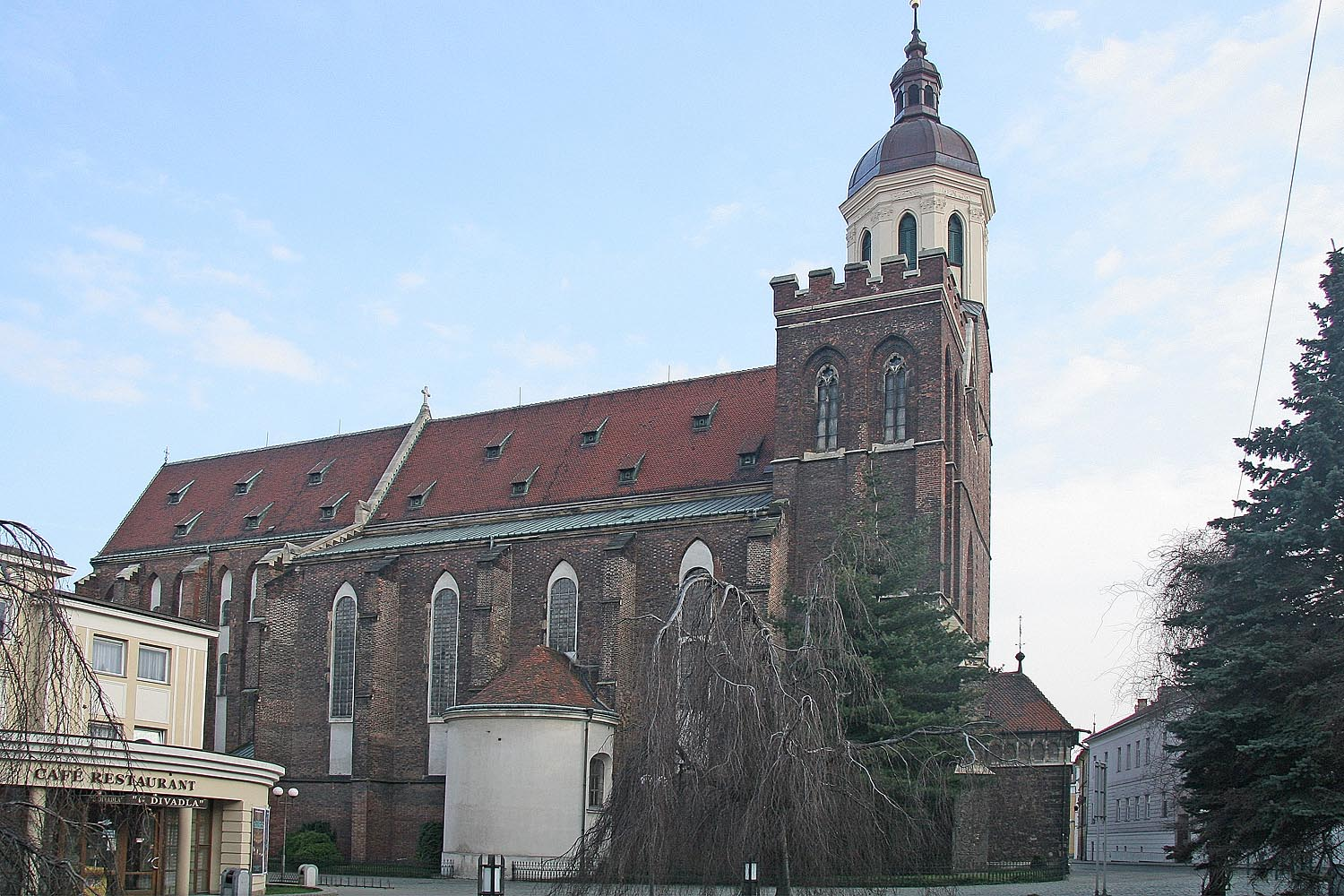
Concatedral de Nuestra Señora de la Asunción, Opava

La diócesis tiene 6150 km² y extiende su jurisdicción sobre los fieles católicos de rito latino residentes en la región de Moravia-Silesia y en el distrito de Jeseník de la región de Olomouc.
La sede de la diócesis se encuentra en la ciudad de Ostrava, en donde se halla la Catedral del Divino Salvador. En Opava se encuentra la Concatedral de Nuestra Señora de la Asunción
En 2019 en la diócesis existían 276 parroquias agrupadas en 11 decanatos.

## Historia
Ya en el pasado hubo intentos de erigir una diócesis en el territorio de la actual. La bula Suprema dispositione del 5 de diciembre de 1777, por la que se instituyó la provincia eclesiástica de Olomouc, disponía que entre sus sufragáneas figuraba también la diócesis de Opava (dioecesis Oppaviensis), que aún se estaba por erigir. Sin embargo, esta diócesis nunca fue establecida.
La diócesis de Ostrava-Opava fue erigida el 30 de mayo de 1996 con la bula Ad Christifidelium spirituali del papa Juan Pablo II, obteniendo el territorio de la arquidiócesis de Olomouc.

## Estadísticas
De acuerdo al Anuario Pontificio 2020 la diócesis tenía a fines de 2019 un total de 429 000 fieles bautizados.
| Año                                                                             | Población            | Población | Población      | Sacerdotes | Sacerdotes    | Sacerdotes    | Bautizados por sacerdote | Diáconos permanentes | Religiosos | Religiosos | Parroquias |
| Año                                                                             | Bautizados católicos | Total     | % de católicos | Total      | Clero secular | Clero regular | Bautizados por sacerdote | Diáconos permanentes | Varones    | Mujeres    | Parroquias |
| ------------------------------------------------------------------------------- | -------------------- | --------- | -------------- | ---------- | ------------- | ------------- | ------------------------ | -------------------- | ---------- | ---------- | ---------- |
| 1999                                                                            | 600 000              | 1 370 000 | 43.8           | 202        | 146           | 56            | 2970                     | 16                   | 61         | 402        | 279        |
| 2000                                                                            | 600 000              | 1 370 000 | 43.8           | 210        | 152           | 58            | 2857                     | 17                   | 63         | 399        | 277        |
| 2001                                                                            | 600 000              | 1 370 000 | 43.8           | 205        | 151           | 54            | 2926                     | 16                   | 57         | 364        | 276        |
| 2002                                                                            | 600 000              | 1 370 000 | 43.8           | 204        | 149           | 55            | 2941                     | 16                   | 59         | 327        | 276        |
| 2003                                                                            | 424 000              | 1 320 000 | 32.1           | 203        | 151           | 52            | 2088                     | 17                   | 56         | 318        | 276        |
| 2004                                                                            | 423 000              | 1 311 000 | 32.3           | 205        | 155           | 50            | 2063                     | 17                   | 55         | 291        | 277        |
| 2013                                                                            | 429 000              | 1 313 000 | 32.7           | 227        | 179           | 48            | 1889                     | 28                   | 56         | 155        | 276        |
| 2016                                                                            | 429 300              | 1 316 000 | 32.7           | 229        | 190           | 39            | 1874                     | 27                   | 53         | 150        | 276        |
| 2019                                                                            | 429 000              | 1 292 170 | 33.2           | 227        | 191           | 36            | 1889                     | 26                   | 52         | 109        | 276        |
| Fuente: Catholic-Hierarchy, que a su vez toma los datos del Anuario Pontificio. |                      |           |                |            |               |               |                          |                      |            |            |            |

## Episcopologio
- František Václav Lobkowicz, O. Praem. †  (30 de mayo de 1996-17 de febrero de 2022 falleció)
  - Martin David, desde el 1 de junio de 2020 (administrador apostólico)[6]